# F-02H
ドコモ スマートフォン arrows NX F-02H（ドコモ スマートフォン アローズ エヌエックス エフゼロニエイチ）は、富士通によって開発された、NTTドコモの第4世代移動通信システム（PREMIUM 4G）・第3.9世代移動通信システム（Xi）・第3世代移動通信システム（FOMA）対応端末である。ドコモ スマートフォン（第2期）のひとつ。

## 概要
F-04Gの後継機種で、arrows Fit F-01Hと共にarrowsシリーズでは初の耐衝撃性能搭載モデルとなる。なお、本機種よりarrowsシリーズのロゴは従来の「ARROWS」から「arrows」へと変更されている。
ディスプレイは先代の5.2インチから5.4インチにサイズアップ。さらに、新たにコントラスト比1.5倍のNEO-IPS液晶と搭載しており、黒を強調した発色となっている。
背面にはグラスファイバーが埋め込んであり、ギザギザ模様のテクスチャが入っている。さらに本体上部にはハードアルマイト加工が施されており、耐久性が向上している。
なお、先代機種ではオクタコアを採用していたが、本機種ではヘキサコアを採用しており、若干スペックダウンしている。
キャッチコピーは「永く、続く美しさと、“一瞬”でできる感動をあなたに。」。

## 主な機能
| 主な対応サービス                                                      | 主な対応サービス                                      | 主な対応サービス                     | 主な対応サービス                                                      |
| --------------------------------------------------------------------- | ----------------------------------------------------- | ------------------------------------ | --------------------------------------------------------------------- |
| タッチパネル/加速度センサー                                           | PREMIUM 4G/Xi/FOMAハイスピード/VoLTE                  | Bluetooth                            | dカード/おサイフケータイ/NFC/TransferJet/かざしてリンク/赤外線/トルカ |
| ワンセグ/フルセグ/モバキャス                                          | メロディコール                                        | テザリング                           | WiFi IEEE802.11a/b/g/n/ac                                             |
| GPS                                                                   | ドコモメール/電話帳バックアップ                       | デコメール/デコメ絵文字/デコメアニメ | iチャネル                                                             |
| エリアメール/ソフトウェアーアップデート自動更新/生体認証 (指紋／虹彩) | デジタルオーディオプレーヤー(WMA・MP3他)/ハイレゾ音源 | GSM/3Gローミング(WORLD WING)         | フルブラウザ/Flash Player                                             |
| Google Play/dメニュー/dマーケット                                     | Gmail/Google Talk/YouTube/Picasa                      | バーコードリーダ/名刺リーダ          | ドコモ地図ナビ/ドコモ ドライブネット/Google Maps/ストリートビュー     |

## 歴史
- 2015年9月30日 - NTTドコモより公式発表。
- 2015年12月4日 - 発売開始。
- 2016年12月9日 - Android 7.0 バージョンアップ予定の製品として追加。
- 2017年8月21日 - 当初予定されていたAndroid 7.0からAndroid 7.1.1へのバージョンアップに変更され提供。
- 2017年8月22日 - 上記のバージョンアップを、温度検知機能不具合発生の為一時中断。(9月26日再開)

## アップデート・不具合など
2016年2月8日のアップデート
- 電源がOFFの状態で電源ボタンを長押ししても電源が入らない場合があるという不具合が修正される。
- ビルド番号がV15R087EからV16R094Bになる。

2016年6月20日のアップデート（OSバージョンアップ）
- Android 6.0へのバージョンアップが配信された。
- 動画撮影時に雑音が混入する場合があるという不具合が修正される。
- ビルド番号がV15R087E、V16R094BからV15R049Aになる。

2017年8月21日のアップデート（OSバージョンアップ）
- Android 7.1.1へのバージョンアップが配信された。
- ビデオコール時、「自画像を非表示」の設定が正常に動作しない場合がある。
- ビルド番号がV15R087E、V16R094B、V15R049A、V16R053B、V17R054B、V18R055D、V19R056B、V20R057BからV07R046Aになる。
- 8月22日、バージョンアップした一部端末において、温度検出機能の異常に関するエラー表示が出て電源が落ちる事象が確認され、一時中断となる。
- 9月26日、バージョンアップ提供が再開される。